# Domenico d’Angeli
Domenico d’Angeli (* 1672 in Scaria; † 8. Dezember 1738 in Passau) war ein Architekt und Baumeister italienischer Abstammung. 

## Leben
D’Angeli wurde 1672 in Scaria (Herzogtum Mailand) geboren. Über sein frühes Werk ist wenig bekannt. Um 1700 Lehre beim Maurermeister Andrea Simone Carove in Wien. 1713 ernannte ihn der Passauer Fürstbischof Raimund Ferdinand von Rabatta zum Hofbaupräfekt und beauftragte ihn mit der Vollendung des 1707 begonnenen Neubaus der Residenz. 1718 heiratete er Caterina Francesca, die Tochter von Paolo d’Allio. Aus der Ehe gingen bis 1726 mehrere Kinder hervor. Im gleichen Jahr erhielt er auch den Titel Hofbaumeister mit einem Jahresgehalt von 300 fl., der jedoch ein Auftragsverbot für bürgerliche Landbauten enthielt. D’Angeli starb 1738 in Passau.

## Werke
- Breitenberg, Pfarrkirche (1720, vermutet)
- Freyung, Pfarrhof (Neubau, 1730)
- Niederhollabrunn, St. Laurentius (Neubau, 1718)
- Passau, Neue Fürstbischöfliche Residenz (Bauweiterführung und Vollendung 1713–30)
- Steyr, Schloss Lamberg (Neubau-Planung, 1726)